# Nicaraguasjön
Nicaraguasjön (även Cocibolcasjön, spanska: Lago de Nicaragua respektive Lago Cocibolca) är en insjö i södra delen av Nicaragua. Ytan är 7 869 km² vilket gör sjön till Centralamerikas största och Latinamerikas näst största sjö. Den sträcker sig 122 kilometer i nord-sydlig riktning, och 134 kilometer i öst-västlig riktning, och det största djupet är omkring 70 meter. I sjön finns vulkaniska öar och de enda sötvattenshajarna i världen. 
Nicaraguasjön förbinds med Karibiska havet genom floden San Juan. På 1800-talet användes floden och sjön för större delen av transporterna mellan USA:s östkust och Kalifornien. Det har sedan den tiden funnits planer på att bygga en kanal mellan Atlanten och Stilla havet, med sträckning genom sjön.

## Öar
Sjöns största ö är Ometepe, som består av vulkanerna Concepción och Madera, med en landtunga däremellan. På den ön ligger kommunerna Moyogalpa och Altagracia. I södra delen av sjön ligger Solentinameöarna, med fyra huvudöar: Isla Mancarroncita, Isla Mancarrón, Isla San Fernando och Isla La Venada. I nordväst ligger ön Zapatera, som är känd för sina arkeologiska fynd, studerade och beskrivna av Carl Bovallius. Mellan Zapatera och Granada ligger Isletas de Granada, en skärgård med över hundra småöar. 
Övriga öar i sjön är av mindre betydelse. I sjöns norra del, i deltan av floderna Río Tipitapa och Río Malacatoya, ligger det några större och mindre öar. Strax sydost därom, i Comalapa, ligger på ett band från norr till söder Isla Las Rosas, Isla La Flor, Isla Grande, Isla Redonda och Isle el Muerto. Längre österut i Acoyapa, längs sjöns norra strand, ligger ögruppen Islas El Nancital med ett tjugotal öar. Dessa öar är kända för sitt rika fågelliv och en populär utflyktsort för fågelskådare. Längre söderut längs kusten, i Morrito, ligger Isla San Bernardo som reser sig 81 meter över sjön, samt den mindre grannön Isla San Bernardito. Ytterligare en bit söderut, i San Miguelito, ligger Isla El Boquete, Isla Carrizal och Isla El Guarumo. Mellan Ometepe och Solentinameöarna ligger de två småöarna Isla El Zanate och Isla El Zanatillo.

## Bilder
|  |  |
|  |  |
|  |  |